# Leslie Hendrix
Leslie Hendrix (San Francisco; 5 de junio de 1960) es una actriz estadounidense, conocida por interpretar el papel de la médico forense Elizabeth Rodgers en las cuatro series de Law & Order (Law & Order, Law & Order: Special Victims Unit, Law & Order: Criminal Intent y Law & Order: Trial by Jury). También interpretó a la jueza Hannah Lampert en la serie de televisión All My Children. En la tercera temporada de Gotham interpreta a Kathryn Monroe, la misteriosa líder de la Corte de los Búhos.

## Filmografía

### Películas
| Año  | Título                                                        | Papel            | Notas        |
| ---- | ------------------------------------------------------------- | ---------------- | ------------ |
| 1998 | Went to Coney Island on a Mission from God... Be Back by Five | La mujer barbuda |              |
| 2002 | Sweet Home Alabama                                            | Reportera        |              |
| 2009 | Made for Each Other                                           | Srita. Jacobs    |              |
| 2010 | Not Interested                                                | Srita. Samuels   | Video corto  |
| 2011 | Arthur                                                        | Alice Johnson    |              |
| 2013 | Stain Removal                                                 | Constance        | Cortometraje |
| 2014 | Lyra                                                          | Madre de Lyra    | Cortometraje |
| 2018 | Carnivore                                                     | Christine        | Cortometraje |
| 2019 | Benim                                                         | Madre            | Cortometraje |
| 2019 | About a Teacher                                               | Srita. Murry     |              |

### Televisión
| Año       | Título                            | Papel                  | Notas                                   |
| --------- | --------------------------------- | ---------------------- | --------------------------------------- |
| 1992–2010 | Law & Order                       | Dra. Elizabeth Rodgers | Papel recurrente (143 episodios)        |
| 1998      | Exiled: A Law & Order Movie       | Dra. Elizabeth Rodgers | Película de TV                          |
| 1999–2000 | Law & Order: Special Victims Unit | Dra. Elizabeth Rodgers | Papel recurrente (9 episodios)          |
| 2001–2011 | Law & Order: Criminal Intent      | Dr. Elizabeth Rodgers  | Papel recurrente (110 episodios)        |
| 2002      | Third Watch                       | Anne McCambly          | "Thicker Than Water"                    |
| 2004      | All My Children                   | Juez Hannah Lampert    | Papel recurrente                        |
| 2005      | Law & Order: Trial by Jury        | Dr. Elizabeth Rodgers  | "Baby Boom"                             |
| 2009–2010 | The Good Wife                     | Virginia Sun           | "Fixed", "Poisoned Pill"                |
| 2011      | Onion News Network                | Grace North            | "Fifth Anniversary"                     |
| 2012      | Community                         | Dra. Elizabeth Rodgers | "Basic Lupine Urology"                  |
| 2014      | Blue Bloods                       | Srita. Judith Wilson   | "Loose Lips"                            |
| 2014      | Elementary                        | Cynthia Kerr           | "Rip Off"                               |
| 2014      | The Mysteries of Laura            | Trish                  | "The Mystery of the Fertility Fatality" |
| 2015      | Madam Secretary                   | Louise Cronenberg      | "The Show Must Go On"                   |
| 2016      | Divorce                           | Carolyn                | "1.6"                                   |
| 2016      | The Blacklist                     | Shirley Lehman         | "Mr. Solomon (No. 32)"                  |
| 2016–2017 | Gotham                            | Kathryn                | Papel recurrente                        |